# Euryopis spinifera
Euryopis spinifera là một loài nhện trong họ Theridiidae.
Loài này thuộc chi Euryopis. Euryopis spinifera được Cândido Firmino de Mello-Leitão miêu tả năm 1944.